# BNC (azienda)
La BNC era una casa automobilistica francese attiva dal 1919 al 1931.

## Storia
La sigla BNC era l'acronimo di Bollack, Netter et Cie: le origini di tale Casa automobilistica risalgono al 1919, quando fu fondata da Jacques Muller, un personaggio già con alcune esperienze nel settore automobilistico, avendo lavorato per l'ufficio tecnico della Hispano-Suiza.
La Casa francese esordì proponendo alcuni autocicli, semplici e di buona fattura, dotati di motori a 4 cilindri con distribuzione a valvole laterali.
Poco dopo i primi consensi ottenuti, un nuovo personaggio, Lucien Bollack, entrò nell'organigramma della Casa, acquistando una quota della società. Fu integrato come capo progettista.
Entro il 1925 la gamma BNC divenne sempre più varia e diversificata. Le versioni di maggior successo commerciale furono quelle sportiveggianti, come per esempio la Sport 1100, una vettura che ottenne anche qualche successo in alcune competizioni. Montava motori di varia origine (SCAP o Ruby), tutti da 1.1 litri e nelle versioni più sportive riusciva ad arrivare a 160 km/h di velocità massima.
Alla fine del 1925 fu proposta una vettura sportiva basata sulla meccanica delle 1100 Sport, ma con in più la sovralimentazione tramite compressore volumetrico. Si trattò molto probabilmente della prima vettura francese sovralimentata della storia.
Nel 1927 l'intera gamma BNC acquisì il radiatore inclinato all'indietro, mentre nel 1929 fu tentata la scalata al mercato delle auto di lusso, lanciando la Aigle, una grossa limousine dotata di un grosso 8 cilindri che poteva essere da 4 o da 5 litri di cilindrata, a richiesta dell'acquirente. La vettura però non ottenne successo e ne furono perciò realizzati pochi esemplari.
Nel 1928, Bollack si ritirò dalla BNC e la Casa subì un drastico declino: fu presentato un prototipo con carrozzeria coupé denominato AER, che però non ebbe alcun seguito, e nel 1931 la BNC chiuse definitivamente i battenti.

## Palmarès sportivo

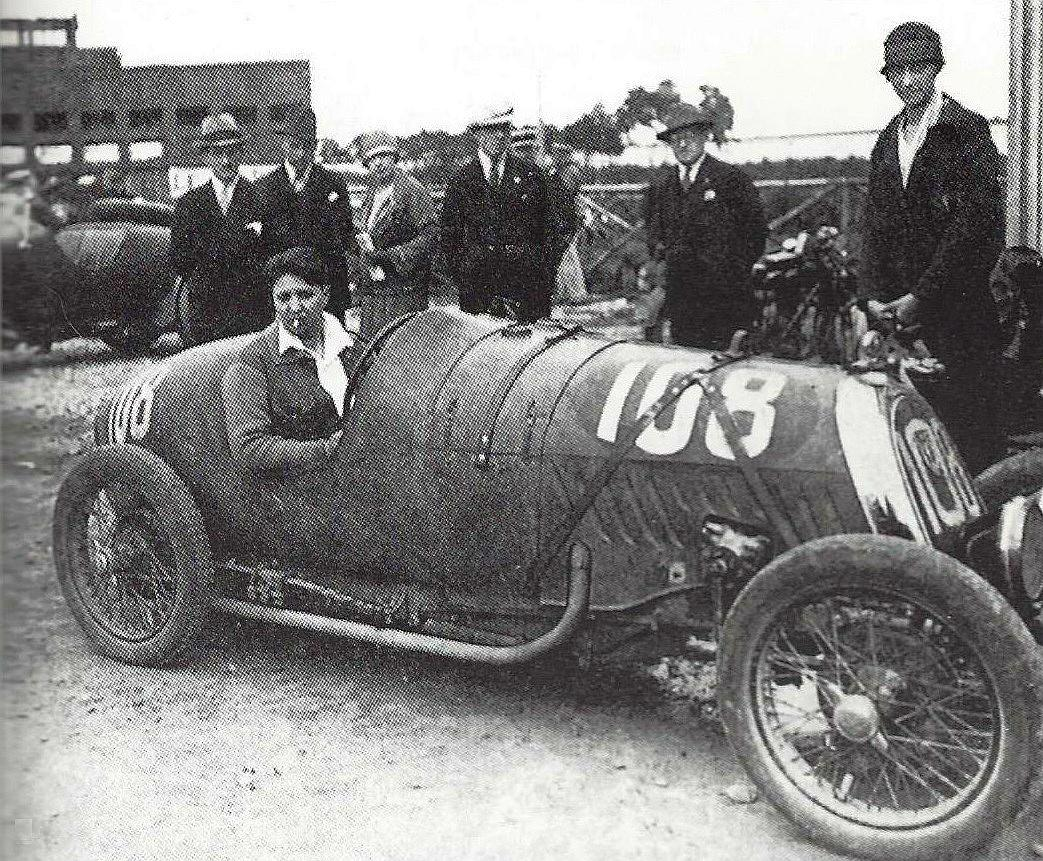
La pilota Violette Morris a Montlhéry nel 1927

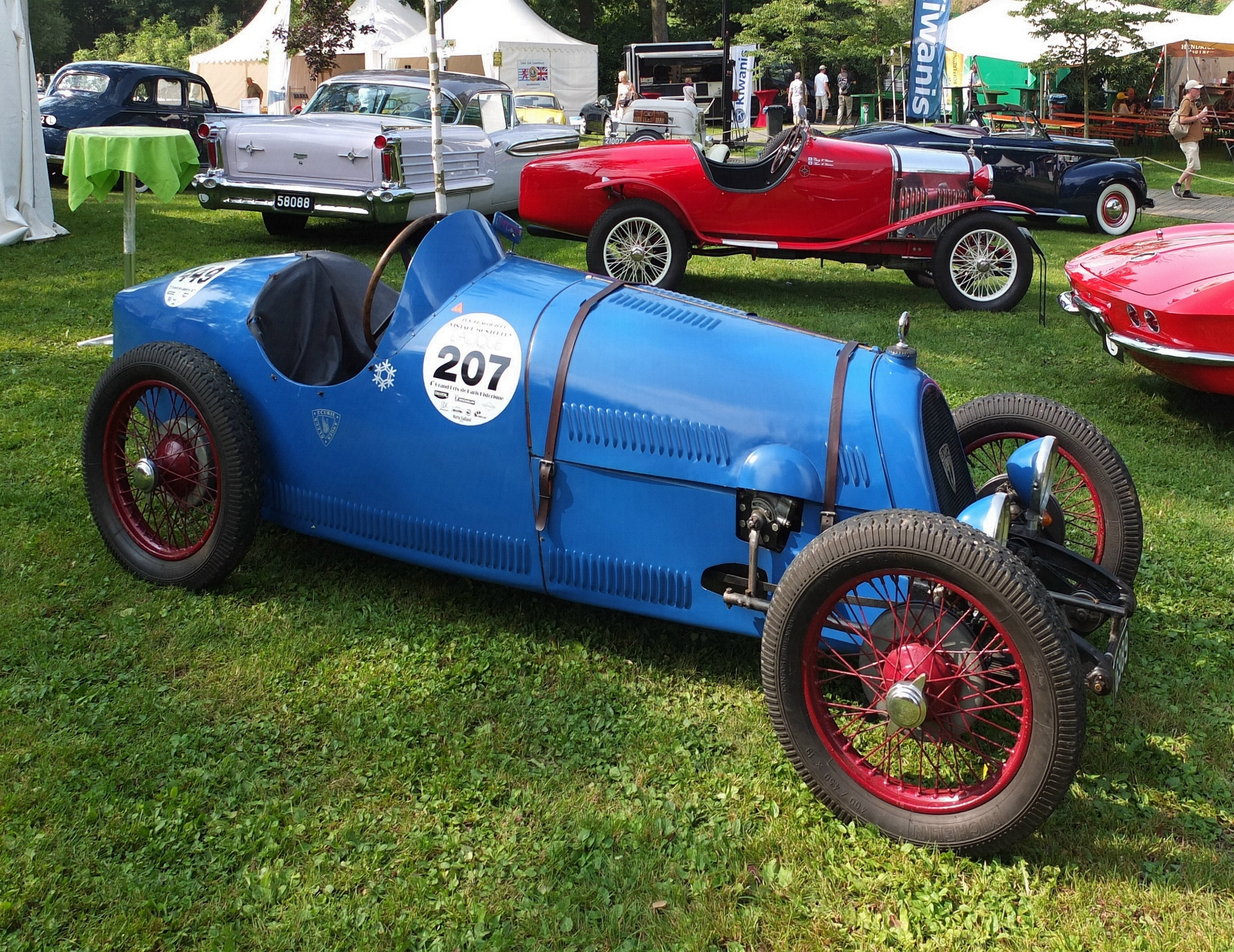
Una BNC del 1928

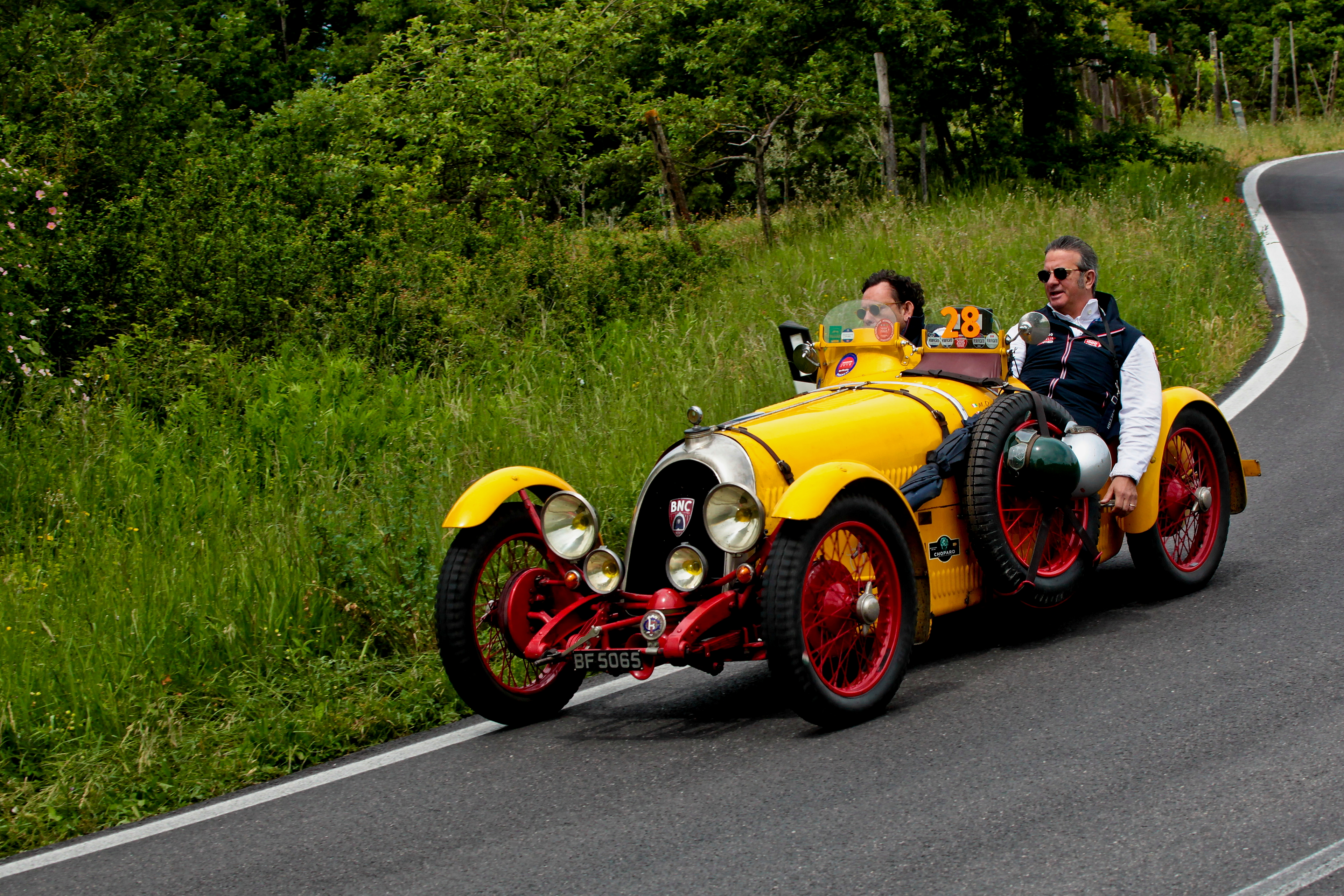
Una BNC 527 del 1927

| BNC: principali affermazioni in campo sportivo |                                       |                       |                   |
| Data                                           | Evento                                | Pilota                | Posizione         |
| 1925                                           | Gran Prix delle Cyclecars             | Boris Ivanowski       | 2°                |
| 1925                                           | Gran Premio della Piccardia           | Boris Ivanowski       | 1°                |
| 1925                                           | Gran Prix du Comminges                | Boris Ivanowski       | 1° (cat.1100)     |
| 1925                                           | Cronoscalata del colle di Peyresourde | Henri Billet          | 1°                |
| 1926                                           | Grand Prix de l'ACF de Cyclecars      | "Gubernatis"          | 3°                |
| 1926                                           | Circuit de Gattières                  | de Joncy              | 3°                |
| 1926                                           | Gran Prix des Voiturettes             | de Joncy              | 3°                |
| 1927                                           | Bol d'Or automobile                   | Violette Morris       | 1°                |
| 1927                                           | 24 Ore di Parigi                      | Michel Doré / Pousse  | 2°                |
| 1928                                           | Cronoscalata Les Dunes                | Pichon                | 1°                |
| 1928                                           | Bol d'Or automobiles                  | Violette Morris       | 3°                |
| 1929                                           | Grand Prix de Bordeaux de Cyclecars   | Auguste Rongieras     | 3°                |
| 1930                                           | 24 Ore di Spa                         | Michel Doré / Treunet | 1° (cat.)         |
| 1930                                           | Bol d'Or automobile                   | Manuel Sirejols       | 2°                |
| 1931                                           | Gran Prix du Comminges                | Auguste Rongeras      | 2°                |
| 1931                                           | Gran Prix du Comminges                | Charles Charrier      | 4°                |
| 1932                                           | Bol d'Or automobile                   | Mehais                | 3°                |
| 1932                                           | Gran Premio della Piccardia           | Jean Treunet          | 3°                |
| 1934                                           | Rally delle Dolomiti                  | Violette Morris       | 1° (cat. Turismo) |